# Ebersheim (Moguncja)
Ebersheim, Mainz-Ebersheim – okręg administracyjny Moguncji, w Niemczech, w kraju związkowym Nadrenia-Palatynat. W czerwcu 2024 roku okręg zamieszkiwało 6041 mieszkańców.